# ダニエラ・ディグリノバ
ダニエラ・ディグリノバ（Daniela Digrinová、 2000年10月19日 - ）は、チェコの女子バレーボール選手。ポジションはリベロ。チェコ代表。

## 来歴
- クラブチーム

イフラヴァ出身。2018年、VK Královo Pole Brnoに入団。5年間在籍し、チェコ国内リーグでは優勝1回、準優勝1回の成績を残した。同チームでは2022/23シーズンに主将を務めた。2023年6月に退団が発表され、同年6月、ベルギーのTchalou Volleyへの移籍が発表された。2023/24シーズンのベルギーリーグでは準優勝し、自身はベストリベロ賞を受賞した。
- 代表チーム

2022年、シニア代表に初選出。同年のヨーロッパゴールデンリーグに出場し銀メダルを獲得した。同年9-10月の世界選手権に出場した。2023年、欧州選手権に出場した。同年9月のパリ五輪予選に出場した。2024年、ヨーロッパゴールデンリーグで銀メダルを獲得した。同年のチャレンジャーカップに出場し優勝に貢献した。2025年、ネーションズリーグに出場した。

## 球歴
- 世界選手権 - 2022年、2025年
- 欧州選手権 - 2023年
- ネーションズリーグ - 2025年
- オリンピック予選 - 2023年
- チャレンジャーカップ - 2022年、2024年

## 受賞歴
- 2024年　2023/24ベルギーリーグ　ベストリベロ賞

## 所属クラブ
- VK Královo Pole Brno（2018-2023年）
- Tchalou Volley（2023-）